# Nicholson Island (Antarktika)
Nicholson Island ist die westlichste Insel der Bailey Rocks im Archipel der Windmill-Inseln vor der Budd-Küste des ostantarktischen Wilkeslands. Sie liegt 160 m nordöstlich des Budnick Hill in der Newcomb Bay.
Die Insel wurde anhand von Luftaufnahmen der US-amerikanischen Operation Highjump (1946–1947) kartiert. Das Antarctic Names Committee of Australia (ANCA) benannte sie nach dem Neuseeländer Robert Thomas Nicholson (* 1938), der als Schreiner maßgeblich an der Errichtung der nahegelegenen Casey-Station im Jahr 1966 beteiligt war.